# Station Großburgwedel
Station Großburgwedel (Bahnhof Großburgwedel) is een spoorwegstation in de Duitse plaats Großburgwedel in de deelstaat Nedersaksen. Het station ligt aan de spoorlijn Hannover - Celle. 

## Indeling
Het station heeft twee zijperrons, die niet overkapt zijn, maar zijn voorzien van abri's. De perrons zijn onderling verbonden met een onderdoorgang in de straat Bahnhofstraße. Doordat de spoorlijn hier verhoogd ligt, zijn de perrons te bereiken langs een trap en een hellingbaan. Doordat de baanvaksnelheid van 200 km/h is, is een deel van de perrons afgestreept in verband met de veiligheid. Rondom het station zijn er fietsenstallingen, een parkeerterrein en een bushalte.

## Verbindingen
Het station wordt bediend door treinen van metronom. De volgende treinserie doet het station Großburgwedel aan:
| Serie | Treinsoort                  | Route | Bijzonderheden |
| ----- | --------------------------- | --- | -------------- |
| RE 2  | Regional-Express (metronom) | Uelzen – Celle – Großburgwedel – Hannover Hbf – Nordstemmen – Elze (Han) – Alfeld (Leine) – Kreiensen – Northeim (Han) – Göttingen |                |